# La Vall de Bianya
La Vall de Bianya är en kommun i Spanien.   Den ligger i provinsen Província de Girona och regionen Katalonien, i den östra delen av landet, 500 km öster om huvudstaden Madrid. Antalet invånare är 1 275. Arean är 94 kvadratkilometer. La Vall de Bianya gränsar till Camprodon, Montagut i Oix, Sant Joan les Fonts, Olot, Riudaura, Sant Joan de les Abadesses och Sant Pau de Segúries. 